# План о пресељењу Срба у Русију
Карађорђе Петровић је одбио писмени предлог Порте да се почне са преговорима о закључењу конвенције. Одбијање преговора, по руском мишљењу, претило је обнављањем ратних дејстава на руско-турском фронту у тренутку када је Наполеон жестоко продирао у дубину Русије. Зато се Чичагов одлучио да крајем јула 1812. пошаље у Србију, у Тополу, грофа Марка Ивелића. Имао је задатак да саопшти Карађорђу да политичке прилике приморавају Руски двор да повуче своју војску која је још остала у Србији. Дунавска армија мора да остави дунавске обале и крене против Француза који наступају кроз руске пределе: Треба објаснити садашње стање у Европи, пише Чичагов, и положај у коме се налази Русија. Карађорђу треба рећи: Наполеон продире кроз Русију, са огромним снагама, и Русија мора да организује велику и упорну одбрану. Ради тога све снаге морају бити прикупљене „у недра Царства“. Због тога је и закључен мир с Портом и прихваћено брзо повлачење руске војске из Србије. Неопходно је најпре отерати непријатеља из Русије. „Ми остављамо сада Србе - пише адмирал Чичагов - да се придружимо браћи, који се боре за славу монарха и отаџбине наше, да би због Русије сачували постојање политичке Европе, која ће Србима дати идентитет, на који они неоспорно имају право. Срби треба да се користе поменутим чланом мировног уговора и да не изазивају Турке, у противном они могу почети нови рат против нас, уз помоћ Наполеона. Треба да сачувају своје снаге, имовину и средства, ради ослобођења од турског јарма када прилике то дозволе. Ивелић је 28. јула 1812. стигао у Тополу, и после дугих и вероватно тешких разговора успео да убеди Карађорђа да упути српску депутацију, прво великом везиру Хуршид-паши, а потом директно у престоницу на Босфору. О Карађорђевој реакцији на Ивелићева објашњења да руска војска мора да остави Србију због Наполеонове инвазије, и о његовом емотивном стању, сведоче следеће записане речи: „Његове сузе потврђивале су истину његових речи да је за њега болно што са Србима не учествује у нападу на заједничког непријатеља“.
Руски амбасадор у Цариграду, Андреј Јаковлевич Италински, који се опет вратио на Босфор јула 1812, процењивао је крајем септембра те године да Порта заправо не жели мирно регулисање односа са Србима и да концентрише своје снаге у Румелији. Тврдила је да Срби, наводно, избегавају закључење конвенције. Италински је, иначе, сматрао да је Букурешки мир закључен на „велико изненађење и незадовољство Француске и Аустрије". Ради избегавања по свему извесног крвавог похода на Србију, Италински је упорно инсистирао на новој фази српско-турских преговора, који су почели у Софији крајем маја 1813. године. Пре тога, 12. марта исте године, према извештају Италинског министру Румјанцеву, сачињен је протокол преговора у Нишу између турског комесара Челеби-ефендије и српских представника. Депутати су изјавили да Срби желе да остану поданици Порте под следећим условима:
- 1. да у Београдској тврђави борави само један паша са 50 војника;
- 2. да сва друга утврђена места и утврђени логори на граници остану у рукама Срба;
- 3. да задрже територију коју су током рата ослободили;
- 4. да имају кнеза као и Влашка и Молдавија;
- 5. да им буде дозвољено да остану под оружјем „ради чувања земље и заштите од непријатеља Порте“.

Према обавештењима Италинског, у врху Порте су у односу према Србима постојале две „партије": једна, која је сматрала да треба сачекати са применом силе и Србе потчинити на миран начин („здравомислећа партија"); и друга „партија“, која представља велику препреку, јер „подржана интригама Француза и чак Аустријанаца“ тражи радикалне мере. У непријатељству Порте и Срба и ратном обрачуну између њих, пише Италински, Французи виде начин да испровоцирају сукоб између Русије и Турске.
У пролеће 1813, а нарочито током маја и јуна, Ф. И. Недоба је одржавао сталну везу између Карађорђа и Италинског. Пошто Срби нису никако пристајали да предају оружје и врате тврђаве Турцима, Порта је већ крајем маја донела одлуку да силом покори Србе. Срби желе, пише Недоба Румјанцеву 29. маја 1813. да прикупе све снаге и на једном месту „одсудном битком реше судбину“. Пред Турке могу извести до 40 хиљада људи и 150 оруђа. Спремајући се за пресудну битку, иако нису били уверени у свој успех, старешине су на челу са Карађорђем истовремено правили планове о могућем повлачењу из Србије и пресељењу у Русију „са свима онима који желе да оставе отаџбину“. Недоба је 11. априла обавестио Италинског о новом сусрету са Карађорђем. Вожд је замолио да обавести Руски двор и министра да има намеру уколико не успеју да се супротставе Турцима, да „ако не са целим народом, а оно у крајњем случају са великим делом преселе у Русију“. По мишљењу Недобе може се говорити о око 300 хиљада Срба. О Карађорђевим плановима обавестио је и Италинског и Румјанцева. Италинси је упознавши се са Карађорђевим планом пресељења, у писму Недоби од 14. јуна 1813. закључио следеће: „Ако вођство има намеру да своју и народну судбину реши мирним путем и без крви, онда треба без имало губљења времена да пошаље Челеби-ефендији депутате који ће саопштити спремност да се у потпуности прихвата горе поменути члан Букурешког мира“.
Првих дана јула 1813. турска војска са близу 200 хиљада људи, под командом неколико румелијских паша, почела је напад на Србију са свих страна. До Мораве су стигли без отпора, „предајући све огњу и мачу“. Изгледало је да су намерни да искорене цео народ. Пошто је одбрана током августа постала безнадежна, Карађорђе је 12. септембра 1813. обавестио великог везира да у потпуности прихвата да закључи конвенцију на основама члана VIII Букурешког мира, али било је већ касно. Предлог је остао без одговора. Турци су наставили наступање и ушли у Смедерево 4. октобра, а већ следећег дана били су у Београду.
Руски специјални представник Недоба је, у складу са ранијим плановима, био овлашћен да ради на организацији евентуалног пребацивања Срба у Русију. Гроф Карл Васиљевич Неселроде (1780—1862), који је од 1812. у царевој околини практично обављао најважније дипломатске послове, а потом од 1816. до 1856. био министар иностраних дела, обавестио је Недобу 29. септембра 1813. да је у царев штаб стигла српска депутација на челу са пуковником Стефаном Живковићем и да су поводом њихових молби донете одговарајуће одлуке. „Русија, заузета ратом - пише Неселроде - који ће решавати судбину Европе не може и не треба ни на који начин да развлачи своје снаге на помоћ Србима, а без оружане подршке, њено мешање, изван оквира установљених Букурешким миром, донеће нам само штетно незадовољство и подстаћи Порту да користећи се свим расположивим средствима запоседне Србију." Зар би Турци тако дрско донели одлуку да покоре Србију, пише он, да нису били убеђени да неће имати никаквих препрека које би их онемогућиле у планираном подухвату. Да пресељавање Срба у Русију не би било хаотично, Неселроде је тражио да се прикупе следећи подаци: број емиграната: каквог су социјалног и имовног стања: шта могу понети са собом; каква им је помоћ потребна за путовање и смештај; којим путем намеравају да путују за Русију.